# Tribunal de Segurança Nacional
O Tribunal de Segurança Nacional (TSN) foi um órgão da justiça militar do Brasil criado pela lei nº 244 de 11 de setembro de 1936 durante o primeiro governo de Getúlio Vargas. Tinha o objetivo de julgar matérias durante períodos de guerra. Foi extinto em 17 de novembro de 1945 com o fim do Estado Novo. Era um tribunal de exceção, possuía a função de julgar crimes políticos e contra a economia popular. Sua criação teve início em 1935, e em 1936 assumiu uma forma instrumental onde os atos para julgar tais tipos de crimes passaram ser realizados por um Tribunal Militar cujas atividades se voltavam contra grupos comunistas. Posteriormente com uma maior instrumentalização sua estrutura passou a ser prevista pela constituição de 1937 nos artigos 122, 141 e 172.
A criação do TSN está ligada à repressão aos envolvidos no fracassado levante comunista de novembro de 1935, quando militantes da Aliança Nacional Libertadora se insurgiram contra o governo de Getúlio Vargas nas cidades de Natal, Recife e Rio de Janeiro. A função do tribunal era processar e julgar, em primeira instância, as pessoas acusadas de promover atividades contra a segurança externa do país e contra as instituições militares, políticas e sociais. Entre setembro de 1936 e dezembro de 1937, 1 420 pessoas foram por ele sentenciadas.
"A Segurança não foi uma inovação do Estado Novo, uma vez que tinha sido organizado em um contexto de maquinações comunistas, como um Tribunal Militar em 1936 por um estatuto regular do Parlamento para lidar com crimes contra a segurança externa do Estado, especialmente se cometidos com apoio ou orientação estrangeira ou de alguma organização internacional (referindo-se implicitamente aos comunistas), como os crimes contra as instituições militares, e, em geral, qualquer tentativa dirigida com intenções subversivas contra as instituições políticas e sociais do país."
Em dezembro de 1937 o tribunal foi reformado, os crimes políticos passaram a ser tratados por um tribunal de competência especial. Os principais focos de suas ações passaram a ser os crimes contra a segurança, a existência e a integridade do Estado. Pode-se dizer que os crimes políticos e aqueles que ameaçavam a vida econômica passaram a estar sob uma jurisdição de segurança, a centralização destes tipos de crime em um único tribunal desautorizou os demais tribunais a lidar com tais tipos de crimes.

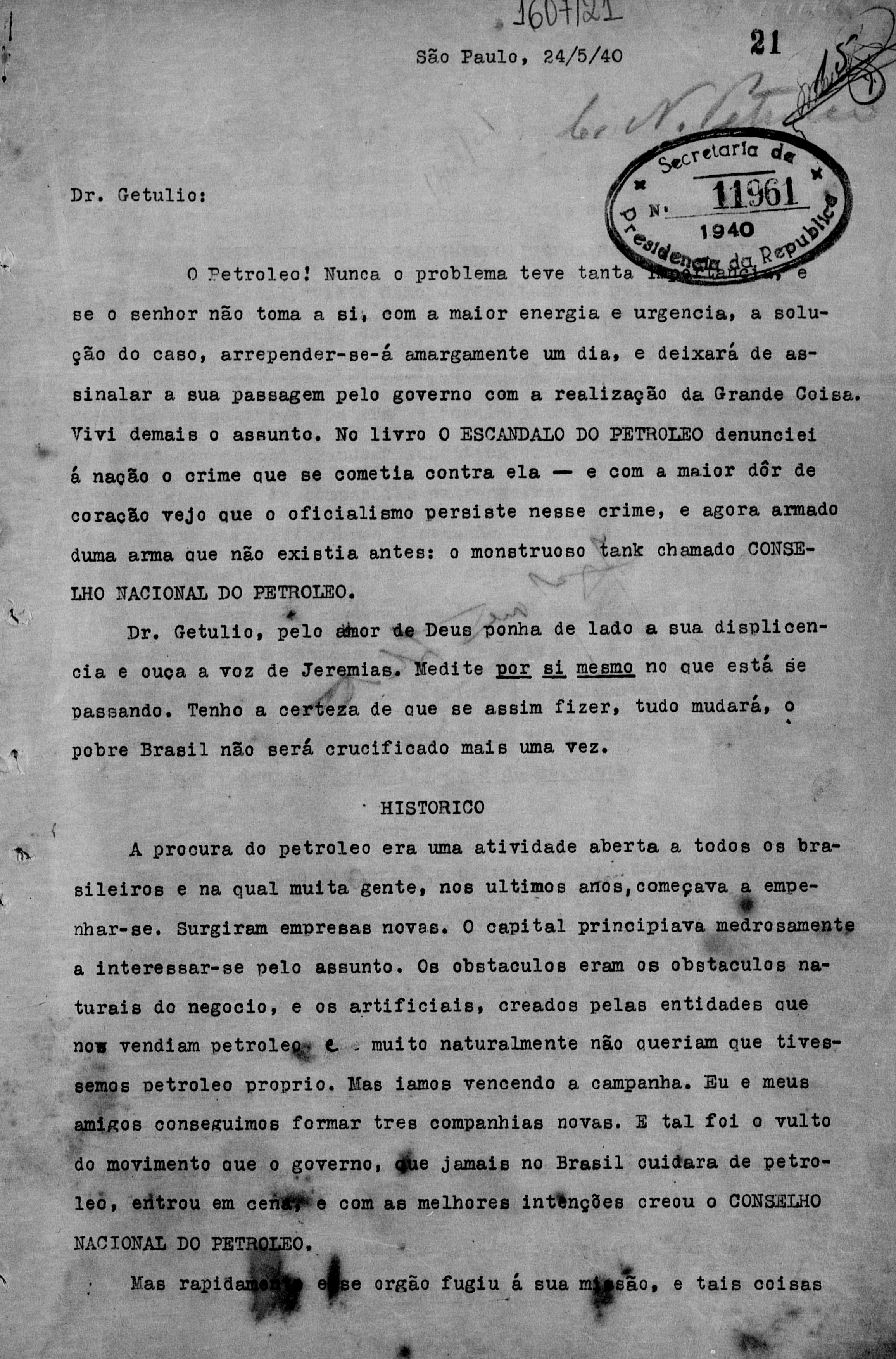
Carta de Monteiro Lobato ao presidente Getúlio Vargas criticando ações do Conselho Nacional do Petróleo, parte integrante do processo criminal do escritor no TSN 1940. Arquivo Nacional.

Entre os julgados pelo TSN estão Agildo Barata Ribeiro, Apolônio de Carvalho, Caio Prado Júnior, Carlos Marighella, Luís Carlos Prestes, Monteiro Lobato, Plínio Salgado e Patrícia Galvão (Pagu).

## Composição e estrutura de funcionamento
O Tribunal de Segurança Nacional começou a ser estruturado em 1935, mas assumiu sua forma permanente 1937, após o Estado Novo. Subordinado ao poder executivo, era composto por seis membros – dois juízes civis, um militar representante do exército, um militar representante da marinha, um representante do tribunal militar e um advogado de "excepcional capacidade jurídica" – seu processo se dividia em duas seções, na primeira instancia o caso era julgado por um juiz determinado pelo presidente do tribunal, em caso de recurso o caso era julgado em plenária por todos os juízes, com exceção daquele que havia julgado em primeira instancia. Karl Lowenstein - conjunturalista do governo Vargas - aponta que neste tribunal as regras processuais estavam sujeitas a graves objeções. Nos casos políticos os juízes podiam decidir por "livre opinião":
"Isto significa, na prática, que tais magistrados têm o direito à obtenção de provas como entenderem e a interpretá-las como quiserem, sem estarem vinculados a qualquer critério formalizado ou vinculados a qualquer regra precedente."
Além disso, as acusações que especificavam o crime pelo qual o indivíduo estava sendo acusado, podiam ser modificadas com base em novos "elementos informativos" de registro, podendo ser alteradas durante o julgamento, desse modo podia-se alterar as acusações com base em um mesmo conjunto de fatos no decorrer do julgamento. Esta técnica, denominada "declassificação" é condenada pelos sistemas processuais do Estado de Direito, pois limita o direito de defesa do acusado. Outras características do processo neste tribunal merecem ser citadas, tais como: A liberdade do tribunal para manuseio do processo, podendo deliberar sobre a prisão preventiva, tomando como pressupostos a natureza do crime e da pessoa envolvida; O processo operava pela culpa presumida, em detrimento da máxima in dubio pro reo; O uso de testemunhas como recurso probatório era aceito, no entanto, a decisão quanto ao tipo de depoimento e a sua relevância ficava a critério do tribunal; As perguntas elaboradas pela defesa durante o julgamento só eram admitidas se consideradas relevantes pelo tribunal.

## Autonomia e estabilidade
Lowenstein argumenta que a existência deste tribunal apenas se justificava pela condição anormal da política mundial. O tribunal era o responsável pela repressão contra a traição à ordem social do Estado, o autor lembra que neste período de incitações e incentivos internacionais a traição era punida pela “pompa” de uma justiça sumária. Além de suas características de cunho inquisitorial, outros elementos da constituição deste tribunal foram expostas por Lowenstein, tais como: A independência dos juízes em relação ao Governo ou Ministério da Justiça; Era um tribunal especial, com jurisdição especial com respaldo da lei, o autor não o caracterizava como tribunal excepcional à cima do direito positivo; O tribunal não sentenciou a pena capital, embora esta encontrasse amparo legal.
A maioria dos casos que tramitaram neste tribunal tratavam de matéria econômica, por conseguinte o tribunal gozava de reputação na medida em que coibia a “exploração sem escrúpulos”. Mesmo os políticos de oposição ao regime que repudiavam seu caráter autoritário e as instituições liberais reconheciam que a jurisdição do tribunal não se caracterizava como arbitraria ou vingativa.
Karl Lowenstein ao relatar suas impressões pessoais sobre o tribunal, descreve-o como constituído por “homens de maturidade, cultura, capacidade profissional e longa e distinta carreira judicial”. Segundo o autor após a revolta integralista de 1938 os casos de traição se reduziram gradativamente. O autor expõe que a “Segurança é utilizada como uma espécie de bicho-papão dos "amiguinho" do regime contra o desenvolvimento econômico dos tubarões [estrangeiros]”.